# Platyjionia
Platyjionia là một chi bướm đêm thuộc họ Erebidae.